# ویتاگنوس
ویتاگنوس (به انگلیسی: VITAGNUS) نوعی داروی گیاهی است که به صورت قطره و قرص مورد استفاده قرار می‌گیرد. این دارو حاوی عصاره گیاه ویتکس یا پنج انگشت است.

## موارد مصرف
- بهبود اختلالات پیش از قاعدگی (PMS)
- بهبود مشکلات قاعدگی و درد پستان
- بهبود عوارض ناشی از یائسگی
- تنظیم‌کننده اختلالات هورمونی خانم‌ها
- رفع تنبلی تخمدان
- کاهش و یا توقف کیست‌های فیبروئیدی

## مکانیسم اثر
مکانیسم اثر این فرآورده به اثبات نرسیده‌است ولی به نظر می‌رسد گیاه پنج انگشت با اثر بر محور هیپوتالاموس - هیپوفیز اثر خود را اعمال می‌کند. این گیاه باعث کاهش آزاد شدن FSH و افزایش آزاد شدن LH و پرولاکتین از هیپوفیز می‌گردد.
مطالعات نشان داده‌است که گیاه پنج انگشت حاوی ترکیبات استروژنی نمی‌باشد و مستقیماً بر روی تخمدان‌ها تأثیر نمی‌گذارد.
گیاه ویتکس موجود در داروی ویتاگنوس به دلیل آنکه حاوی ترکیبات (اسانسی، فلاونوئیدی و ایروئیدی) است، بر روی Master gland تاثیر گذاشته و به این ترتیب ترشح هورمون‌ها را تنظیم می‌کند.

## عوارض جانبی
واکنش‌های آلرژیک، سردرد و افزایش خونریزی دوران قاعدگی